# Josep Font i Martí
Josep Font i Martí (Reus, 1847 - Madrid, 19/02/1897) va ser un farmacèutic català, germà del metge i periodista Miquel dels Sants Font i Martí.

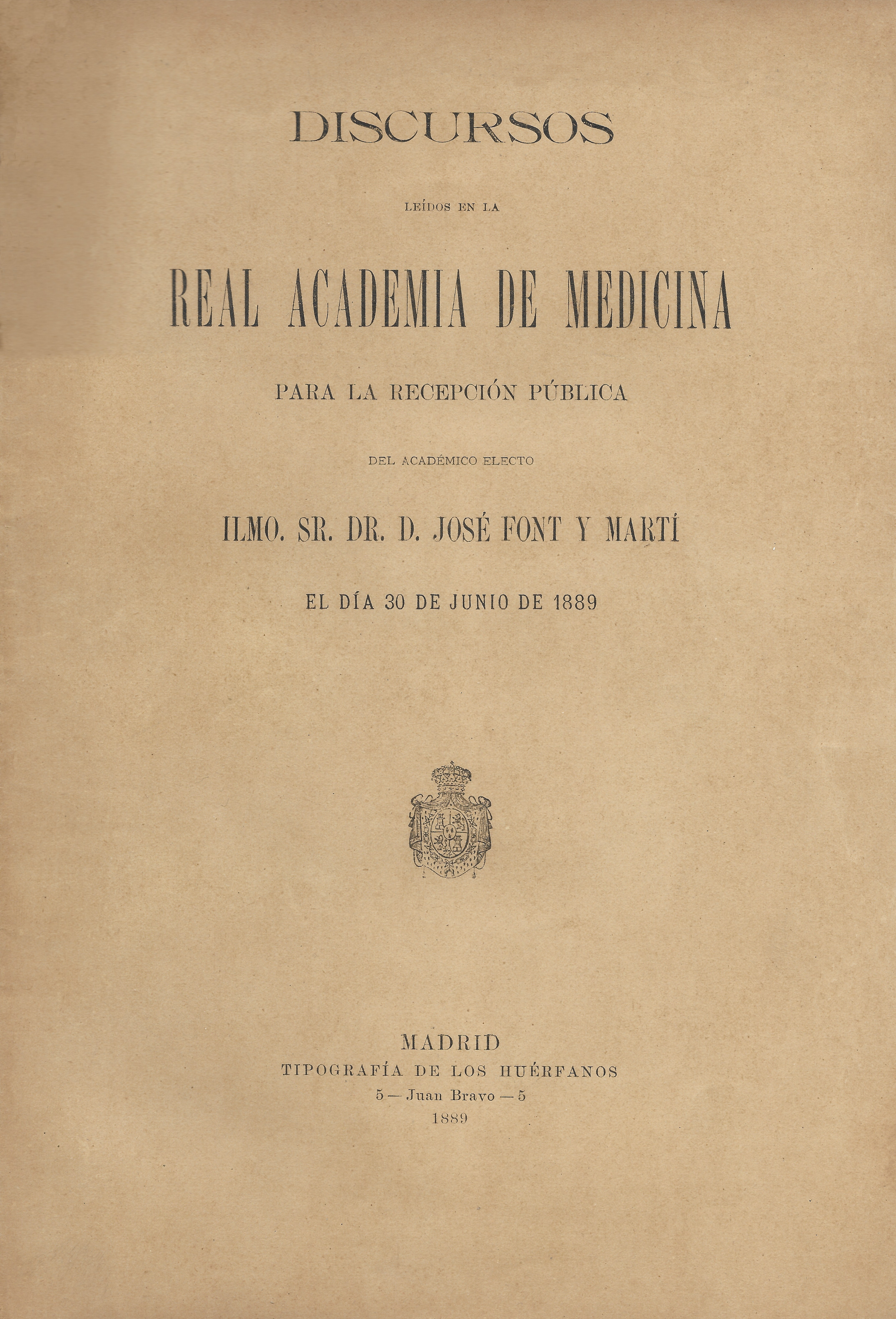
Discurso de toma de posesión como académico de la Real Academia Nacional de Medicina de España (1889).

## Biografia
Quan estudiava batxillerat treballava donant classes als seus companys, ja que la seva família passava dificultats econòmiques. Es traslladà a la Universitat de Madrid i el 1869 es va llicenciar en Farmàcia, i es va doctorar l'any següent amb la tesi Arsénico y sus combinaciones con el oxígeno (Madrid 1870). A Madrid va ser nomenat subdelegat de farmàcia del districte del Centre a la Cort. Va ser vocal provincial de sanitat i fundà una Acadèmia privada de formació professional que li donà gran prestigi. Va fundar la Societat Espanyola d'Higiene. Va ingressar a la Real Academia de Medicina el 30/06/1889, adscrit a la secció de Farmacologia i Farmàcia. Va publicar diversos tractats sobre la seva especialitat.